# Hajjalin
Hajjalin (arab. حيالين) – miejscowość w Syrii, w muhafazie Hama. W 2004 roku liczyła 3913 mieszkańców.